# توم كامبل (محامي)
توم كامبل هو محامي كندي، ولد في 5 أكتوبر 1927 في فانكوفر في كندا، وتوفي في 27 يناير 2012.